# Oldenzaal vasútállomás
Oldenzaal vasútállomás vasútállomás Hollandiában, Oldenzaal községben,  településen.

## Vasútvonalak
Az állomást az alábbi vasútvonalak érintik:
- Almelo–Salzbergen-vasútvonal
- RB 61

## Kapcsolódó állomások
A vasútállomáshoz az alábbi állomások vannak a legközelebb:
- Hengelo Oost vasútállomás
- Bad Bentheim station (Bielefeld Hauptbahnhof, Almelo–Salzbergen-vasútvonal, RB 61)
- Hengelo vasútállomás (Hengelo vasútállomás, Almelo–Salzbergen-vasútvonal, RB 61)